# Frimann Hansen Automobiler
Frimann Hansen Automobiler A/S er en dansk bilforhandler- og autoværkstedskæde med otte afdelinger på Sjælland og øerne samt hovedkvarter i Næstved. De forhandler, markedsfører, servicerer og vedligeholder personbiler og varebiler af mærkerne Citroën, Hyundai, Fiat, Voyah, Mitsubishi, Opel, 
Hongqi, Peugeot og Navor. Frimann Hansen Automobiler har afdelinger i Næstved, Vordingborg, Slagelse, Ringsted, Sakskøbing og Nykøbing Falster.
Virksomheden er grundlagt i 1998 og i 2024 havde de ca. 150 ansatte.